# Мазовецьке воєводство
Мазовецьке воєводство — адміністративно-територіальна одиниця Польщі найвищого рівня. Столиця Мазовії — Варшава, визнається нарівні з Гельсінкі найзеленішою серед європейських столиць.
Найбільше польське воєводство розташоване майже в самому центрі країни в оточенні шести інших воєводств. Його рівнинна територія з лісами, садами і доглянутими полями переділена мереживом плавних річок, на яких можна навіть плавати на байдарках.
За декілька кілометрів від околиць столиці починається Кампіноська Пуща, яку називають природними легенями Варшави. Ця пуща — другий у світі і єдиний в Європі національний парк поблизу метрополії, другий подібний розташований у Нігерії.
Через схід воєводства простягається Курп'євська пуща, в якій і нині проживає етнічна група курпів — «лісових людей». Обов'язково варто спробувати виготовлений ними питний мед, адже вони знамениті бортники. Тут же готують і «фафернухи» — традиційні тістечка і унікальне козине пиво, що пахне ялівцем.

## Уряд
Уряд Мазовецького воєводства очолює воєвода (губернатор), якого призначає прем'єр-міністр Польщі. Воєводі у виконанні його обов'язків допомагає маршалок воєводства, який призначається спікером виконавчої влади воєводства і обирається сеймиком (місцевим парламентом). Нинішній воєвода Мазовії — Константи Радзивілл.
Сеймик Мазовії складається з 51 депутата.

## Міста з населенням від 50 000
| Місто      | Населення | Площа      |
| ---------- | --------- | ---------- |
| Варшава    | 1 697 596 | 494,96 км² |
| Радом      | 227 018   | 111,71 км² |
| Плоцьк     | 127 461   | 88,06 км²  |
| Седльце    | 77 056    | 31,87 км²  |
| Прушкув    | 55 244    | 19,15 км²  |
| Остроленка | 53 831    | 29,00 км²  |
| Легіоново  | 50 570    | 13,60 км²  |
| Цеханув    | 45 947    | 32,84 км²  |
| Отвоцьк    | 42 976    | 47,33 км²  |
| Жирардув   | 41 233    | 14,35 км²  |

## Історія
З 1919 року до вторгнення гітлерівських військ в 1939 року було утворене Варшавське воєводство. Воєводство включало такі повіти: Блонський (адміністративний центр — Гродзиськ-Мазовецький), Варшавський, Венгровський (з 1939 р.), Влоцлавський (1938), Гарволінський (з 1939 року), Гостинінський, Груєцький, Дзялдовський (1938), Кутновський (1939), Ліпнівський (1938), Ломжинський (з 1939 р.), Ловицький (1939), Маковський, Мінський, Млавський, Нешавський повіт (центр — Александрув-Куявський; у 1938 р.), Остроленцький (з 1939 р.), Островський (з 1939 р.), Плоцький, Пшасниський, Пултуський, Радзимінський, Равський, Рипінський (1938), Серпецький, Скерневицький (1939), Соколовський (з 1939 р.), Сохачевський і Цехановський (до 1938 р.). Після війни воєводство було відновлене, також продовжувало існувати після адміністративного розподілу у 1975 році. Після адміністративної реформи 1998 року воєводство припинило своє існування і з 1 січня 1999 року його територія повністю відійшла до Мазовецького воєводства.

## Адміністративний поділ Мазовецького воєводства
- міста з правами повіту (міські повіти):
  - Варшава
  - Остроленка
  - Плоцьк
  - Радом
  - Седльце
- сільські повіти:
  - Бялобжезький повіт => Бялобжегі
  - Цєхановський повіт => Цеханув
  - Гарволінський повіт => Гарволін
  - Гостинінський повіт => Гостинін
  - Гродзиський повіт => Гродзиськ-Мазовецький
  - Груєцький повіт => Груєць
  - Козєніцкий повіт => Козєніце
  - Легіоновський повіт => Легіоново
  - Ліпський повіт => Ліпсько
  - Лосицький повіт => Лосиці
  - Маковський повіт => Макув Мазовецький
  - Мінський повіт => Мінськ Мазовецький
  - Млавський повіт => Млава
  - Новодворський повіт => Новий Двір Мазовецький
  - Остроленцький повіт => Остроленка
  - Островський повіт => Острув Мазовецька
  - Отвоцький повіт => Отвоцьк
  - Пясечинський повіт => Пясечно
  - Плоцький повіт => Плоцьк
  - Плонський повіт => Плонськ
  - Прушковський повіт => Прушкув
  - Пшасниський повіт => Пшасниш
  - Пшисуський повіт => Пшисуха
  - Пултуський повіт => Пултуськ
  - Радомський повіт => Радом
  - Сєдлецький повіт => Седльце
  - Серпецький повіт => Серпць
  - Сохачевський повіт => Сохачев
  - Соколовський повіт => Соколув Підляський
  - Шидловецький повіт => Шидловець
  - Західний Варшавський повіт => Ожарув Мазовецький
  - Венгровський повіт => Венгрув
  - Воломінський повіт => Воломін
  - Вишковський повіт => Вишкув
  - Зволенський повіт => Зволень
  - Журомінський повіт => Журомін
  - Жирардовський повіт => Жирардув

## Транспорт
Через воєводство проходять три основні шляхи: Корк–Берлін–Познань–Варшава–Мінськ–Москва–Омськ, Прага–Вроцлав–Варшава–Білосток–Гельсінкі та Псков–Гданськ–Варшава–Краків–Будапешт.
Зараз у цьому районі є різні ділянки автостради, причому автострада A2 з'єднує регіон, а отже, і столицю, з рештою Європи. Автострада проходить прямо через воєводство із заходу на схід, з'єднуючи його з Білоруссю та Німеччиною. Швидка дорога S8 з'єднує Варшаву з Білостоком у сусідній східній провінції.

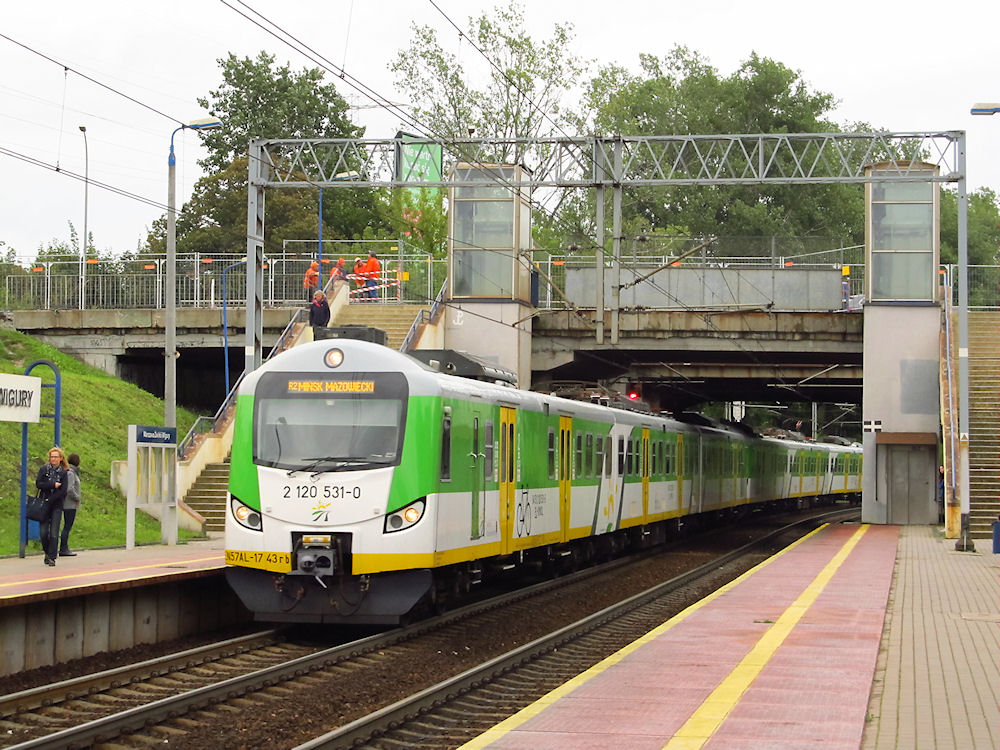
Мазовецька залізниця

Залізнична система базується на Мазовецьких залізницях та PKP Intercity.
Головний міжнародний аеропорт регіону — Варшавський аеропорт імені Фредерика Шопена.